# Mänşük Mämetova
Mänşük Jienğaliqyzy Mämetova (in kazako Мәншүк Жиенғалиқызы Мәметова?; in russo Маншук Жиенгалиевна Маметова?; 23 ottobre 1922 – 15 ottobre 1943) è stata una militare sovietica mitragliere della 3ª Armata d'assalto durante la seconda guerra mondiale.
È stata la prima donna kazaka ad essere insignita del titolo di Eroina dell'Unione Sovietica dopo che il Soviet Supremo le conferì il titolo postumo il 1º marzo 1944.

## Biografia

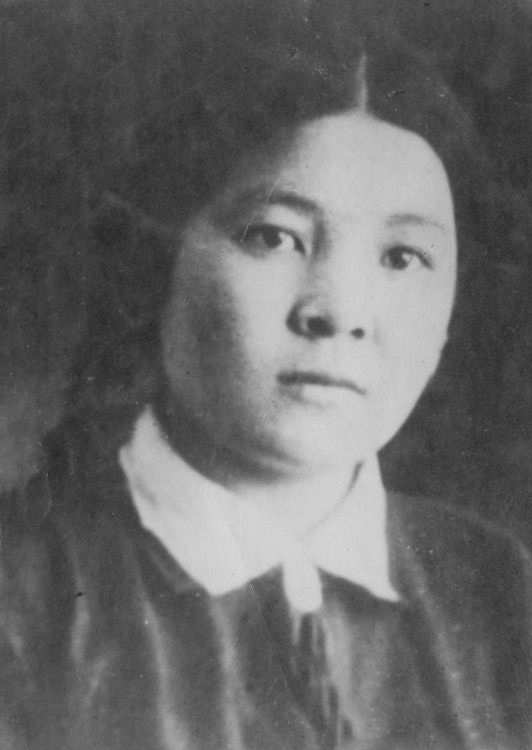
Mänşük Mämetova nel 1937

Nata da un calzolaio, trascorse la sua infanzia ad Almaty sotto la tutela della zia Amina Mämetova. Fu affidata agli zii ma durante le Grandi purghe lo zio adottivo fu arrestato, prima dell'arresto fu lui ad incoraggiarla a studiare medicina. Dopo il diploma di scuola secondaria studiò infermieristica mentre lavorava presso il Consiglio dei Commissari del Popolo della RSS Kazaka come segretaria del vicepresidente, successivamente si iscrisse all'Istituto di medicina di Almaty.
Dopo l'invasione tedesca dell'Unione Sovietica tentò di arruolarsi nell'Armata Rossa ma fu respinta, continuò la formazione medica e imparò a maneggiare la pistola.

### Carriera
Dopo aver chiesto insistentemente di entrare nell'esercito, nel settembre 1942 fu accettata nell'Armata Rossa come impiegata presso un quartier generale dell'esercito; successivamente, nonostante la sua richiesta di essere assegnata a un'unità di fucilieri, fu inviata come infermiera in un ospedale da campo. Mentre lavorava come infermiera, continuò ad addestrarsi all'uso della mitragliatrice Maxim. Dopo aver testato le sue capacità di tiro, il suo comandante la promosse al grado di sergente maggiore e le permise di essere trasferita alla 100ª brigata di fucilieri, spesso chiamata 100ª brigata di fucilieri kazaki.
Durante la guerra si innamorò di Nurken Khusainov, un altro mitragliere, entrambi morirono il 15 ottobre 1943 a Nevel'. Durante tutta la guerra non si separò mai dalla sua arma, si guadagnò il rispetto dei soldati della sua divisione dopo che in un'azione attirò i nemici per farli avvicinare prima di aprire il fuoco con la sua mitragliatrice.

### Ultima resistenza
Dopo che le forze sovietiche ripresero Nevel', iniziarono una serie di contrattacchi tedeschi. Il 15 ottobre 1943, l'esercito tedesco iniziò ad avvicinarsi per eliminare le tre postazioni di mitragliatrici utilizzando granate e colpi di mortaio ma Mänşük, con il resto della sua unità, non si ritirò dalla posizione su una collina strategica. Fu colpita alla testa e rimase tramortita, quando riprese conoscenza continuò a sparare: un soldato del suo reggimento le chiese ripetutamente di ritirarsi, ma rifiutò dicendo che se avesse smesso di sparare i tedeschi sarebbero avanzati e quindi sarebbero rimasti uccisi.
La raffica di bombardamenti e attacchi di mortaio uccise il resto dell'unità della sua mitragliatrice, per questo motivo cambiò posizione e continuò a sparare da sola infliggendo pesanti perdite al nemico. Fu ferita da una pioggia di fuoco nemico, continuò a combattere fino a morire per le ferite riportate: durante la battaglia uccise più di 70 nemici.
I suoi resti furono ritrovati dalle forze sovietiche quando riuscirono a respingere le forze tedesche e fu sepolta a Nevel', dove fu eretto un monumento dedicato al suo coraggio.

## Riconoscimenti e memoria
Fu insignita postuma del titolo di Eroina dell'Unione Sovietica grazie al racconto dei sopravvissuti sovietici della sua ultima battaglia. Lei e il cecchino Äliia Moladaqūlova sono state le uniche donne kazake a essere insignite del titolo di Eroine dell'Unione Sovietica e rimangono molto rispettate in Kazakistan e in Russia. Nel 2015 la statua presente a Oral e dedicata alla Mämetova, è stata sostituita dal monumento "Figlie gloriose del popolo kazako" che include Äliia Moladaqūlova e la navigatrice Xïwaz Dospanova. La Mämetova è diventata una delle eroine più importanti dell'Unione Sovietica, celebrata come modello di soldato per il rifiuto di ritirarsi.
Nel 1969, l'attrice Natal'ja Arinbasarova la interpretò nel film sovietico "Pesn o Manshuk" (in inglese: Song for Manshuk). A lei sono intitolate molte strade e scuole di Almaty, Nevel', Oral e altre città. Il ritratto della Mämetova è stato usato anche su diversi francobolli del Kazakistan e su una busta postale dell'Unione Sovietica.

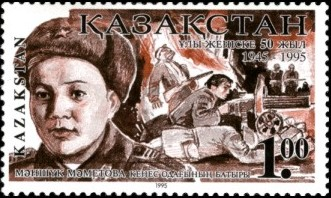
Francobollo del 1995 del Kazakistan con Mametova
Francobollo del 2015 del Kazakistan con Mametova
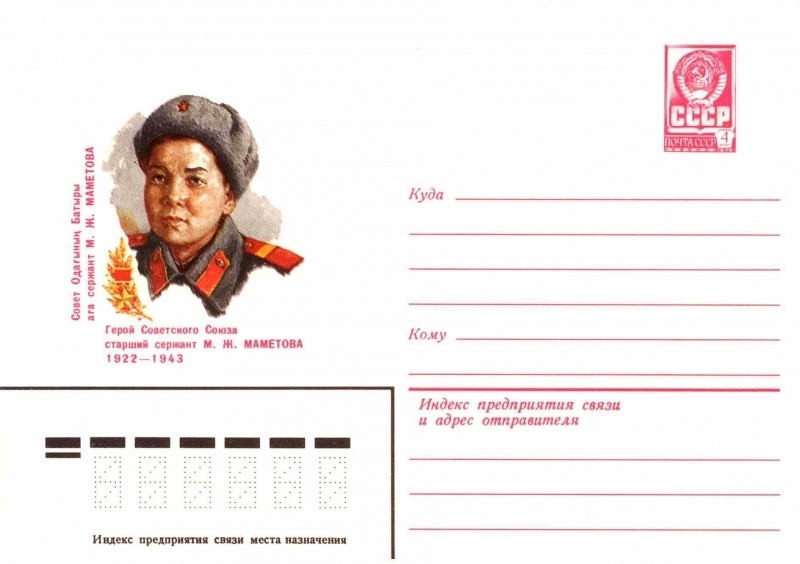
Busta da lettera sovietica con il ritratto di Mametova